# Premio Pomeranchuk
El Premio Pomeranchuk (en ruso Премия имени И. Я. Померанчука) es un premio internacional de física teórica otorgado anualmente desde 1998 por el Instituto de Física Teórica y Experimental (ITEP) de Moscú.  Lleva el nombre del físico ruso Isaak Yákovlevich Pomeranchuk, quien junto con Landáu estableció el Departamento de Física Teórica del Instituto.

## Laureados
- 1998 Aleksandr Ajiézer y Sidney Drell
- 1999 Karen Ter-Martirosian y Gabriele Veneziano
- 2000 Yevgueni Féinberg y James Daniel Bjorken
- 2001 Lev Lipátov y Tullio Regge
- 2002 Liúdvig Faddéyev y Bryce Seligman DeWitt
- 2003 Valeri Rubakov y Freeman Dyson
- 2004 Aleksandr Andréyev y Aleksandr Poliakov
- 2005 Iósif Jriplóvich y Arkadi Vainshtéin
- 2006 Vadim Kuzmín y Howard Georgi
- 2007 Aleksandr Belavin y Yoichiro Nambu
- 2008 Leonard Susskind y Lev Okun
- 2009 Nicola Cabibbo y Borís Ioffe
- 2010 André Martin y Valentín Zajárov
- 2011 Heinrich Leutwyler y Semión Gershtéin
- 2012 Juan Martín Maldacena y Spartak Beliáyev
- 2013 Mijaíl Shifman y Andréi Slavnov
- 2014 Leonid Keldysh y Aleksandr Zamolódchikov
- 2015 Stanley J. Brodsky y Víktor Fadin [2]
- 2016 Curtis J. Callan y Yuri A. Simonov [3]
- 2017 Ígor Klebánov y Yuri Moiséyevich Kagán
- 2018 Giorgio Parisi y Lev Pitáyevski
- 2019 Roger Penrose y Vladímir S. Popov
- 2020 Sergio Ferrara y Mijaíl Andréyevich Vasíliev
- 2021 Larry McLerran y Alekséi Starobinski
- 2022 Luciano Maiani e Irina Aréfieva
- 2023 Yakir Aharonov y Arkady Tseitlin